# Erwin Wiskemann
Erwin Fritz August Wiskemann (* 20. April 1896 in Mülhausen/Elsass; † 19. April 1941 in Berlin) war ein deutscher Volkswirtschaftler. Seine Fachgebiete lagen in der theoretischen Volkswirtschaftslehre, der Wirtschaftsgeschichte seit dem Merkantilismus, dem Handel und der Handelspolitik. 1932 nahm er an der Philipps-Universität Marburg den ersten Lehrauftrag für Fragen der Arbeitsbeschaffung und des Arbeitsdienstes wahr. Er gilt als einer der wichtigsten Vertreter einer nationalsozialistischen Volkswirtschaftslehre. Dabei ging er von einem Sonderweg der deutschen Volkswirtschaftslehre aus, deren Höhepunkt die nationalsozialistische Wirtschaftslehre sei. Neben einschlägigen Veröffentlichungen arbeitete Wiskemann maßgeblich an neuen Studien- und Prüfungsordnungen für das Fach Wirtschaftswissenschaft mit.

## Leben
Der Sohn eines Arztes besuchte von 1902 bis 1914 das humanistische Gymnasium in Mülhausen. Ab dem 16. August 1914 nahm er als Kriegsfreiwilliger beim Feldartillerie-Regiment 45 am Ersten Weltkrieg teil. Mit den Reserve-Feldartillerie Regimentern 65 und 62 wurde Wiskemann an der Ostfront eingesetzt. Im Juni 1916 wechselte er als Unteroffizier zur Fliegertruppe und wurde Pilot an der Westfront. Bei einem Absturz 1918 zog er sich schwere Verletzungen zu.
Von 1918 bis März 1921 studierte Wiskemann Recht und Staatswissenschaften an den Universitäten Breslau und Marburg. Am 18. März 1921 promovierte er in Marburg bei Walter Troeltsch mit einer Arbeit über „Volkswirtschaftliche Betrachtungen über die Entwickelung der Luftfahrt“ zum Dr. rer. pol. Ab Mai 1922 war Wiskemann als Assistent und als Leiter der Presseabteilung der Handelskammer Hamburg tätig. Hier gehörte er zu den Mitbegründern und war erster Geschäftsführer des Aufklärungsausschusses Hamburg, einer Einrichtung für deutsche Propaganda im Ausland, die deutsche Geschäftsleute für Auslandsreisen mit Materialien gegen die Reparationszahlungen nach dem Vertrag von Versailles versorgte. Im Juni 1924 kehrte er als Assistent von Troeltsch an das Staatswissenschaftliche Seminar der Universität Marburg zurück. Hier habilitierte er sich im Mai 1927 für Volkswirtschaftslehre und Finanzwissenschaften.
Im Juni 1932 erhielt Wiskemann den ersten deutschen Lehrauftrag für „Fragen der Arbeitsbeschaffung, des Arbeitsdienstes und der Siedlung“. Ehrenamtlich saß er im Aufsichtsrat des Spar- und Bauvereins der Stadt Marburg und war erster Geschäftsführer des Hessischen Vereins für Siedlung und Arbeitsdienst in Marburg. In Marburg leitete er außerdem die 1932 gegründete Universitätspressestelle Marburg. 1933 wurde er außerordentlicher Professor und vertrat im Sommersemester 1933 den Lehrstuhl von Troeltsch. Im September 1933 wurde er als ordentlicher Professor der Volkswirtschaftslehre an die Albertus-Universität Königsberg berufen, wo er die Direktion des Instituts für Ostdeutsche Wirtschaft übernahm. Im Wintersemester 1933/34 versuchte Gustav Adolf Walz, Wiskemann nach Breslau zu holen, wo Walz eine rechtswissenschaftliche „Stoßtruppfakultät“ aufbauen wollte. Im November 1934 ging Wiskemann als Professor an die Handelshochschule Berlin, wo er geschäftsführender Prorektor wurde. Er galt als enger Vertrauter des an der Berliner Universität lehrenden Ökonomen Friedrich von Gottl-Ottlilienfelds und nahm an Universität auch einen Lehrauftrag zum Thema Außenhandel wahr. 1936 sollte er Vorsitzender des Vereins für Socialpolitik werden, was er unter Hinweis auf seine Kriegsverletzung ablehnte.
Zum 1. Mai 1933 war Wiskemann der NSDAP beigetreten (Mitgliedsnummer 2.828.895). Er war 1934 Politischer Referent der Ortsgruppe Tragheim/Königsberg und 1935 Blockleiter in Elsterfeld. Er gehörte dem NS-Juristenbund und dem NSDB an. Er war Mitglied des Präsidiums der Deutschen Wirtschaftswissenschaftlichen Gesellschaft und leitete deren Hochschulgruppe Berlin.

## Werk
Wiskemann gilt als ein führender nationalsozialistischer Ökonom. Er wetteiferte mit Jens Jessen, mit dem er teilweise auch zusammenarbeitete, darum, sich als zentrale Kraft einer nationalsozialistischen Wirtschaftslehre zu etablieren. Mit Georg Dahm, Karl August Eckhardt, Ernst Rudolf Huber und Jessen gab Wiskemann für die Hanseatische Verlagsanstalt Hamburg die neue Reihe Grundzüge der Rechts- und Wirtschaftswissenschaft heraus, wobei er zusammen mit Jessen die Reihe Wirtschaftswissenschaft verantwortete. Als Jessens Lehrbuch Volk und Wirtschaft (1935) von der parteiamtlichen Prüfungskommission zum Schutze des NS-Schrifttums beanstandet wurde, distanzierte sich Wiskemann von Jessen, obgleich er das Buch Korrektur gelesen hatte. Der Ökonom Karl Häuser sieht Wiskemann wie Wilhelm Vleugels im Sinne der NS-Ideologie exponiert, während die wissenschaftliche Arbeit von Jessen, Johannes Popitz und Heinrich Freiherr von Stackelberg von ihren politischen Überzeugungen weitgehend unbeeinflusst geblieben sei. Für Hauke Janssen war Wiskemann volkswirtschaftstheoretisch dem Werk Friedrich von Gottl-Ottlilienfelds verpflichtet, arbeitete aber stärker im Dienste der nationalsozialistischen Bewegung.
Bereits vor 1931 hatte Wiskemann als Mitherausgeber des siebten Bandes der Friedrich-List-Edition der List-Gesellschaft dogmengeschichtlich gearbeitet und dazu den Beitrag über die „Politisch-ökonomische Nationaleinheit der Deutschen“ im Werk Friedrich Lists beigesteuert. Zu Beginn der Zeit des Nationalsozialismus attestierte Wiskemann der Wirtschaftswissenschaft Rückständigkeit und meinte, ihr Niedergang sei durch „jüdisch-liberalistische Elemente“ befördert worden. Zunächst in Bezug auf Othmar Spann forderte er ein ganzheitliches System; später kritisierte er Spann, dessen Ansatz sei zu wenig „aus blutvoller Geschichtsauffassung“ geformt. Zwischen dem Spannschen Universalismus und dem Nationalsozialismus komme es „in Bezug auf den Rassegedanken“ zu „einem schroffen Gegensatz“, da der Nationalsozialismus erkannt habe, dass „auch der Geist nicht anders als in rassischer Prägung auftreten“ könne.
Sein Interesse an einer „neuen Wirtschaftswissenschaft“ versuchte Wiskemann in Forschung und Lehre umzusetzen. So wirkte er an Studien- und Prüfungsordnungen mit und bemühte sich um Integration wirtschaftswissenschaftlicher Fächer und mit der Rechtswissenschaft. Gemeinsam mit Friedrich von Gottl-Ottlilienfeld wirkte er federführend an der inhaltlichen Ausgestaltung der Richtlinien für das Studium der Wirtschaftswissenschaft mit, die der Reichsminister für Wissenschaft, Erziehung und Volksbildung, Bernhard Rust, am 2. Mai 1935 verkündete. Damit wurde das staatswissenschaftliche Fachgebiet der Berliner Universität neu organisiert und der nun zur Rechts- und Staatswissenschaftlichen Fakultät umbenannten früheren Juristischen Fakultät zugeordnet. Die Studenten der Volks- und Betriebswirtschaft sollten in den beiden ersten „politischen Semestern“ gemeinsam unterrichtet werden, um, so Wiskemann, „die Geisteswissenschaften auf eine gemeinsame politisch-völkische Grundlage zu stellen.“
Unter Mitarbeit seines Assistenten Heinz Lütke gab Wiskemann die nationalsozialistisch geprägte Dogmengeschichte Der Weg der deutschen Volkswirtschaftslehre (1937) heraus, für die er selbst Beiträge über List, Karl Marx, Liberalismus und Nationalsozialismus übernahm. In dieser Dogmengeschichte wurde die Geschichte der Historischen Schule als deutscher Sonderweg in der Volkswirtschaftslehre verstanden. Auf diese Weise konstruierte Wiskemann eine Tradition der nationalsozialistischen Ökonomie bis zum Historismus, den er als „Vorläufer der nationalsozialistischen Ideenrichtung“ charakterisierte. Als Referenzpunkt diente das Werk Gottl-Ottilienfelds, dem Wiskemann und Lütke bescheinigten, „die Kategorie Volk, wie sie der Nationalsozialismus herausgebildet hat“, für das Gebiet der Wirtschaft dargestellt zu haben. In seinem Aufsatz Der Nationalsozialismus und die Volkswirtschaftslehre (1937) erklärte Wiskemann, der Staat habe absoluten Vorrang vor der Wirtschaft. Dabei vereinnahmte er die Arbeit Gustav Schmollers vom nationalsozialistischen Standpunkt, weil Schmoller die Sache des „preußischen Sozialismus“ vertreten habe. Besondere Bedeutung kam in dieser Geschichtsschreibung Person und Werk Friedrich Lists zu. Wiskemann wertete die mangelnde theoretische Geschlossenheit von Lists Werk positiv um, indem er List als politischen Menschen mit einem konkreten Ziel beschrieb. Im Stile einer nationalsozialistischen Führerbiographie schrieb Wiskemann List „politisches Prophetentum“ zu, das er in einen rassisch-nationalen Zusammenhang einordnete. Die deutsche Volkswirtschaftslehre müsse, so Wiskemann, „vor allem auf das Volk und das Völkische gegründet sein, muß die Frage des Raumes, der Völker, der Rassen in ihrem Zusammenhang mit der Wirtschaft neu klären“.

## Schriften
- Feldzug 1914. Aus dem Tagebuch eines Mülhauser Kriegsfreiwilligen. [S.n.], Mülhausen 1915.
- Volkswirtschaftliche Betrachtungen über die Entwicklung der Luftfahrt. phil. Diss. Marburg 1921.
- Hamburgs Stellung in der Handelspolitik. In: Hamburger Übersee-Jahrbuch. 1924, S. 183–196.
- Hamburg zwischen Europa und Übersee. In: Hamburger Übersee-Jahrbuch. 1928, S. 235–258.
- Hamburgs Stellung in der Welthandelspolitik. Von den Anfängen bis 1814. De Gruyter, Hamburg 1928.
- Exportpropaganda als Form der Exportförderung. In: Weltwirtschaftliches Archiv  34 (1931), 1.
- Die Geschichte der Reparationsfrage. Teubner; [S.n.], Leipzig [u. a.] 1932.
- Die Struktur der deutschen Volkswirtschaft in der Gegenwart. In: Deutsche Agrarpolitik im Rahmen der inneren und äußeren Wirtschaftspolitik. 2 (1932), S. 3–31.
- Marburg als politische Universität. In: Marburg. Die Universität in der Gegenwart. Elwert, Marburg 1933, S. 9 f.
- Mitteleuropa. Eine deutsche Aufgabe. Volk und Reich Verlag, Berlin 1933.
- Nationalsozialistische Volkswirtschaftslehre. In: Volk im Werden. Zeitschrift für Kulturpolitik. 1, Nr. 4 (1933), S. 35–45.
- Wirtschaftsgeschichte. Gloeckner, Leipzig 1933.
- Zur Psychologie der Weltwirtschaft und ihrer Krisis. In: Weltwirtschaftliches Archiv 39 (1934), 2.
- Die Neuordnung des volkswirtschaftlichen Studiums. Referat, gehalten auf der Tagung der Hochschullehrer am 28. März 1935. In: Karl August Eckhardt (Hrsg.): Das Studium der Wirtschaftswissenschaft. Hanseatische Verlagsanstalt, Hamburg 1935, S. 34–46.
- Der deutsche Osten als Aufgabe. In: Zeitschrift für die gesamte Staatswissenschaft (ZgS). 95 (1935), S. 365–382.
- Die neue Wirtschaftswissenschaft. Junker und Dünnhaupt, Berlin 1936.
- Die Wirtschaftskunde in der neuen Wirtschaftswissenschaft. In: Deutsche Zeitschrift für Wirtschaftskunde. 1 (1936), S. 164–177.
- Hrsg. mit Heinz Lütke: Der Weg der deutschen Volkswirtschaftslehre. Ihre Schöpfer und Gestalter im 19. Jahrhundert. Junker und Dünnhaupt, Berlin 1937.
- Die deutsche Volkswirtschaftslehre und der Liberalismus. In: Der Weg der deutschen Volkswirtschaftslehre. Ihre Schöpfer und Gestalter im 19. Jahrhundert. Junker und Dünnhaupt, Berlin 1937, S. 165–176.
- Friedrich List. In: Der Weg der deutschen Volkswirtschaftslehre. Ihre Schöpfer und Gestalter im 19. Jahrhundert. Junker und Dünnhaupt, Berlin 1937, S. 47–56.
- Karl Marx und der Marxismus. In: Der Weg der deutschen Volkswirtschaftslehre. Ihre Schöpfer und Gestalter im 19. Jahrhundert. Junker und Dünnhaupt, Berlin 1937, S. 57–70.
- mit Heinz Lütke: Gegenwärtige Richtungen in der deutschen Volkswirtschaftslehre. In: Der Weg der deutschen Volkswirtschaftslehre. Ihre Schöpfer und Gestalter im 19. Jahrhundert. Junker und Dünnhaupt, Berlin 1937, S. 177–194.
- mit Carl August Emge und Paul Ritterbusch: Die Rechtswissenschaft im neuen Staat. Deutscher Rechts-Verlag, Wien 1938.
- Hrsg. mit Heinrich Hunke und Otto Friedrich Bollnow: Gegenwartsfragen der Wirtschaftswissenschaft. [Friedrich von Gottl-Ottlilienfeld zum 70. Geburtstag, 13. Nov. 1938 zugeeignet]. Junker und Dünnhaupt, Berlin 1939.